# Amalia Mallén
Amalia Mallén de Ostolaza fue una ensayista, traductora, sufragista y activista feminista cubana. Fue una de las artífices de la campaña sufragista en Cuba a partir de la década de 1910 junto a Digna Collazo y Aída Peláez de Villa Urrutia; en este marco, fue partícipe de la fundación de las primeras organizaciones que buscaban el voto de la mujer en su país, como el Partido Nacional Feminista (1912), el Partido Sufragista (1913) y Partido Nacional Sufragista (1913). Además, fue directora del periódico La Luz en 1913 y de El Sufragista.